# TC Televisión
TC Televisión é uma rede de televisão abertura equatoriana operada pela Cadena Ecuatoriana de Televisión S.A. fundada em 1 de maio de 1969 por Ismael Pérez Perasso com sedes em Guayaquil e Quito.
Na terça-feira, 8 de julho de 2008, a Agência de Garantia de Depósitos (AGD) ordenou a apreensão de todas as empresas do grupo econômico Isaias, incluindo esta estação de televisão. De acordo com a AGD, os proprietários do grupo Isaias tiveram uma dívida gerada pelo recebimento de dinheiro do Estado durante a crise financeira de 1998 e 1999, quando eram acionistas da Filanbanco. A estação de televisão continuou a transmitir até resolver sua situação legal, como conseqüência, o TC Television passou nas mãos do Sistema Ecuatoriano de Radio y Televisión S.A.
No dia 9 de janeiro de 2024, um grupo de criminosos armados com armas e explosivos invadiu a redação do canal, tomando todos os apresentadores do telejornal como reféns enquanto os ameaçava durante uma transmissão ao vivo, embora a polícia tenha afirmado mais tarde que todos os funcionários foram libertados e que haviam feito 13 prisões relacionadas ao incidente. Os acontecimentos podem ter sido uma resposta à fuga do narcotraficante José Adolfo Macías Villamar, líder do cartel de drogas equatoriano Los Choneros, embora essa informação não tenha sido confirmada 

## Slogans
- 2002 - 2010: PonTC
- 2010: Estamos trabajando por ti (estamos a trabalhar para vocé)
- 2011: Ponte 10 (Obter 10)
- 2012 - presente: Mi Canal! (Meu Canal!)
- 2017 - presente: Líder absoluto